# 肉孜弹布尔
肉孜弹布尔（1900年—1957年）本名肉孜·艾则木，维吾尔族，新疆伊宁市人，弹布尔演奏家。

## 生平
肉孜弹布尔生于小商人家庭。父亲艾则孜阿洪热爱艺术，经常带肉孜弹布尔参加麦西热甫等民间文艺活动。肉孜弹布尔随老艺人学习弹布尔演奏技巧。16岁时演奏已炉火纯青，人称“肉孜弹布尔”（意为弹布尔演奏家肉孜）。当时，伊犁地区包括肉孜弹布尔在内的一批音乐家，随喀什来的十二木卡姆大师穆罕默德毛拉（卡茹相阿洪）学习十二木卡姆。肉孜弹布尔在五年内掌握了十二木卡姆的达斯坦、麦西热甫等部分，但还未学习十二木卡姆中的穹乃额曼（大曲），穆罕默德毛拉便逝世了。
1917年至1934年间，肉孜弹布尔在民间演唱民歌、木卡姆并传授木卡姆。1934年，伊犁地区成立文艺团体，肉孜弹布尔应聘任乐队队长。1934年（一说1937年），该团首次将维吾尔剧《艾里甫与赛乃姆》搬上舞台，肉孜弹布尔用木卡姆音乐为该剧谱曲。后来，伊犁地区排演大型维吾尔剧《帕尔哈德与西琳》、《塔依尔与祖合拉》等，肉孜弹布尔负责剧目的音乐创作。抗日战争时期，肉孜弹布尔为黎·穆塔里甫的诗歌谱曲，广为传唱。新疆三区革命时期，肉孜弹布尔用木卡姆音乐整理并创作了许多歌曲，赞颂三区革命和人民英雄。1934年至1944年，肉孜弹布尔在伊宁市艺术团工作。1944年至1957年在伊犁地区文工团工作。1951年，他和民间歌手阿布都外里·加如拉应邀到乌鲁木齐，参加了他自己继承和演唱的伊犁十二木卡姆的录音和灌制唱片工作。当时，有关部门先后在1951年7月、1954年8月，分两次先后把吐尔迪阿洪、肉孜弹布尔等民间艺人、木卡姆演奏家请到乌鲁木齐，将绝大部分十二木卡姆录音。音乐家万桐书首次将十二木卡姆用五线谱记录下来。
肉孜弹布尔曾在伊犁地区办过三期学唱木卡姆的培训班。 肉孜弹布尔不仅擅长演奏弹布尔，而且对演奏其他维吾尔乐器如萨塔尔、都塔尔、锵、艾捷克、乃依、苏乃依等都很擅长。1956年，肉孜弹布尔赴北京参加中国音乐家协会成立大会并当选该协会理事。他曾任新疆维吾尔自治区政协委员。
1957年，肉孜弹布尔病逝，享年57岁。